# Miltogramma seriatum
Miltogramma seriatum är en tvåvingeart som beskrevs av Speiser 1910. Miltogramma seriatum ingår i släktet Miltogramma och familjen köttflugor.
Artens utbredningsområde är Tanzania. Inga underarter finns listade i Catalogue of Life.